# Coixinet dels artells
El coixinet dels artells o coixinet fibrós de Garrod o helodèrmia (que significa semblant a la pell dels helodermàtids pel qual rep el nom) o tilositat de les articulacions, són creixements fibrosos, queratòtics i circumscrits sobre la part dorsal de les articulacions interfalàngiques. Es descriuen com un engrossiment fibrós ben definit, rodó, semblant a una placa, que pot desenvolupar-se a qualsevol edat i créixer fins a tenir entre 10 i 15 mm de diàmetre en el transcurs d'unes poques setmanes o mesos, i després desaparèixer amb el temps.
Els coixinets dels artells de vegades s'associen amb la contractura de Dupuytren i la camptodactilia,:595   i histològicament, les lesions són fibromes.:595 Els coixinets dels artells generalment no responen al tractament, inclosos els glucocorticoides, reapareixen després de la cirurgia; tanmateix, hi ha hagut una certa efectivitat amb el fluorouracil intralesional.